# Amand Vanderhagen
Amand Vanderhagen (auch Amand Haegen bzw. Amand van der Hagen; * 1753 in Antwerpen; † Juli 1822 in Paris) war ein flämischer Klarinettist, Bassetthornist, Dirigent, Komponist und Musikpädagoge.

## Leben
Vanderhagen beginnt seinen musikalischen Lebenslauf mit 10 Jahren als Chorsänger der Liebfrauenkathedrale seiner Heimatstadt. In der Folge erhält er Unterricht bei seinem Onkel A. Vanderhagen, der im Musikkorps des Prinzen Karl Alexander von Lothringen in Brüssel Oboist war, sowie Kompositionsunterricht bei Pieter van Maldere. 1785 lässt er sich in Paris nieder, wo er Erster Klarinettist in der Musikkapelle der Königlichen Garde wird und bereits einige Militärmärsche komponiert. 1788 wird er Kapellmeister dieses Musikkorps. Nach der Französischen Revolution 1789 wird er von Bernard Sarrette als einer von 45 Musikern in das Musikkorps der Pariser Nationalgarde aufgenommen und ist gleichzeitig Dozent der militärischen Musikakademie in Paris. Nach Stationen in der Kapelle der Garde des Direktoriums 1798 sowie der Garde der Konsuln wird er Unterkapellmeister der Grenadiere der Kaiserlichen Garde. Nach dem Preußenfeldzug 1806/07 verleiht ihm Napoleon den Orden der Ehrenlegion. Am Ende des ersten Empire tritt er 1815 als Klarinettist in das Orchester des Nationaltheaters (im Théatre Feydeau), wo er bis zu seinem Tod bleibt.

## Musikalisches Schaffen
Als Komponist hat Vanderhagen zahlreiche Bearbeitungen von Opernarien, Suiten, Märsche, Tänze sowie Potpourris für Blasorchester, zwei Flötenkonzerte, zwei Klarinettenkonzerte, Duette für Flöte, Oboe, Klarinette, Horn etc. hinterlassen.
Bekannter ist Vanderhagen für sein pädagogisches Werk, namentlich Unterrichtswerke für Flöte, Oboe und Klarinette sowie einzelne Abhandlungen. Bei der Klarinette legte er damit die Grundlagen der modernen Spieltechnik, auch wenn die von ihm zugrunde gelegte Klarinette mit 5 Klappen bald von dem Instrument mit 6 Klappen abgelöst wurde.

## Werke

### Werke für Blasorchester
- Symphonie Concertante
- La Naissance du Roi de Rôme
- Grande Symphonie Militaire
- Musique pour harmonie, Op. 14
- Musique pour harmonie, Op. 17
- Musique pour harmonie, Op. 18
- Musique pour harmonie, Op. 20
- Musique pour harmonie, Op. 21

### Kammermusik
- 6 Duos concertants für zwei Klarinetten (1788)
- Étude de Concert pour flûte seule
- ca. 40 Fanfaren für vier Trompeten und Pauken

### Pädagogische Werke
- Méthode nouvelle et raisonnée pour la clarinette (1785)
- Méthode nouvelle et raisonnée pour le hautbois, divisée en deux parties (um 1792)
- Méthode claire et facile pour apprendre à jouer en très peu de temps de la flûte
- Nouvelle méthode de clarinette (1796)
- Nouvelle méthode de flûte, divisée en deux parties (um 1798)
- Nouvelle méthode de clarinette – divisée en deux Parties (1799–1800)